# Ньюарк-он-Трент
Ньюарк-он-Трент (англ. Newark-on-Trent) — місто у графстві Ноттінгемшир, регіон Східний Мідленд, Англія, Сполучене Королівство. Станом на 2001 рік населення міста — 25 376 осіб, разом із містом Балдертон та невеликими поселеннями утворює зону суцільної забудови із сукупним населенням — 53 746 осіб, в агломерації до 75 000 людей. Місто виникло на перетині старовинної римської дороги з річкою Трент. Перша писемна згадка від 664 року. За середньовіччя місто було важливим торговим центром Англії.

## Географія

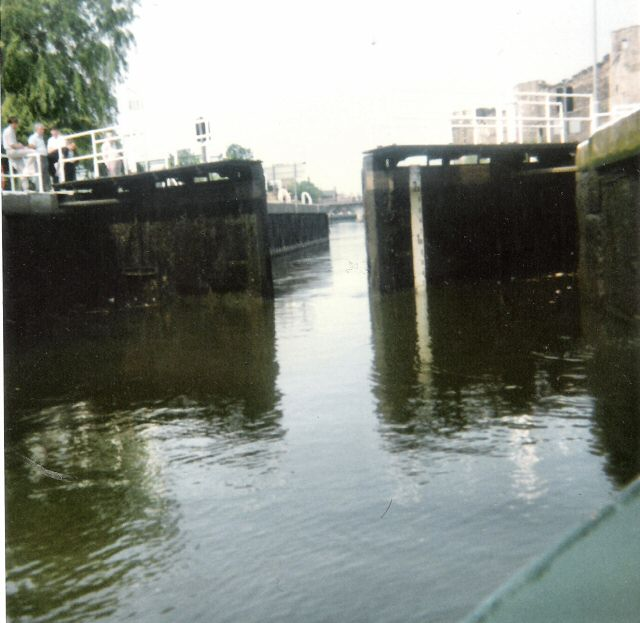
Шлюз в Ньюарку на річці Трент

Місто стоїть над судноплавною річкою Трент, та її притокою Девон. Через місто проходить шосе A1 (Лондон↔Единбург), що є частиною загальноєвропейського шляху E15. У Ньюарку перехрещуються дві залізничні гілки: Ноттінгем↔Лінкольн та Пітерборо↔Лідс.
Також через місто пролягав старовинний давньоримський шлях Фоссе-Вей. В Середньовіччі місто зростало як торговий та ремісничий центр навколо замку.

## Демографія
Згідно з переписом населення 2001 року населення міста становило 25 376 міщан, за оцінкою на 01.07.2007 — близько 26 700. 
Ньюарк має суцільну забудову із містом Балдертоном із населенням 10,298, яке прилягає з півдня. Сукупне населення обидвох міст 35 454 (пер. 2001). , останні дані близько 37 000 мешканців (оц. 2007). Разом із навколишніми сільськими поселеннями та невеличкими містечками (Фарндон, Вінзорп, Саузвелл, Оллертон) утворює агломерацію в 75 000 осіб.

## Історія
Ймовірно, що корені міста сягають часів римського панування. Ньюарк виник на місці перетину римського шляху Фоссе-Вей (англ. Fosse Way) та річки Трент.  Перша писемна згадка про місто датується 664 роком. Зафіксовано факт дарунку міста королем Мерсії Вульфгером у володіння абатству міста Пітерборо.
За часів Едуарда Сповідника місто належало леді Годиві та її чоловіку Леофріку, який у 1055 році пожалував його Лінкольнширському єпископу з монастиря в місті Стоу. Монастир продовжував отримувати доходи від міста навіть після нормандського завоювання, коли потрапив під контроль нормандського єпископа Реміґіуса з Фекампа (фр. Remigius de Fécamp). По його смерті в 1092 році місто знову потрапило під володарювання єпископів з Лінкольнширу, так протривало аж до часів Едвард VI. 

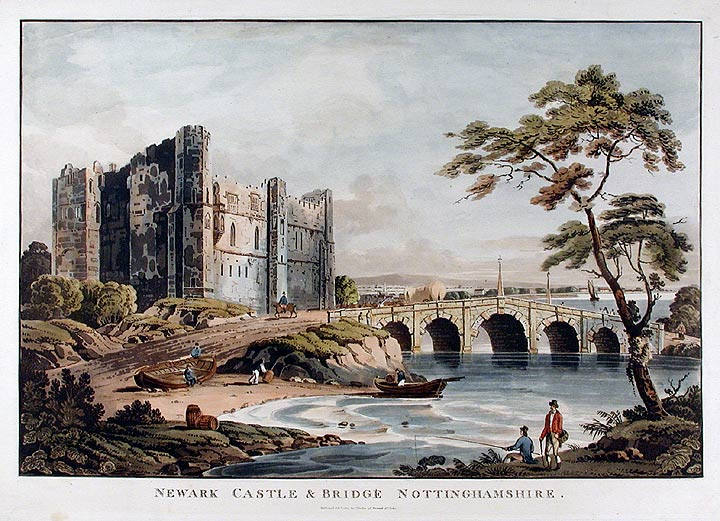
Замок в Ньюарку та міст над р. Трент.
Початок XIX сторіччя.

Первісно замок в Ньюарку був саксонською укріпленою садибою, закладеною королем Едвардом Старшим. У 1073 році єпископ Лінкольну Роберт Блоет (англ. Robert Bloet) здійснив земляні роботи та збудував укріплений мотт та бейлі.  У 1123-33 роках єпископ Александер Прекрасний (англ. Alexander the Magnificent) перебудував замок. Тоді ж за правління короля Генріха I було збудовано міст над Трентом 1123-35  та засновано шпиталь Св. Леонарда. Генріх I також дав право проводити щорічну п'ятиденну ярмарку в замку. Король Стефан видав дозвіл на заснування в місті монетного двору.
Від часів Генріха II (2-а пол. XII ст.) місто стало регіональним центром з торгівлі вовною та текстилем. 
18/19 жовтня 1216 Іоанн Безземельний король Англії в рамках Першої баронської війни проводив військову кампанію в Східній Англії, проте занедужав і вмер, ймовірно від дизентерії в замку Ньюарка в ніч на 19-е жовтня. 
Велика повінь 1457 року змила міст над Трентом. Тодішній єпископ Лінкольнський, Джон Чадвортз (англ. John Chadworth) профінансував будівництво нового мосту з кам'яними вежами з обидвох берегів.
Генріх VIII відділивши церкву від влади Риму, як верховний владика англіканської церкви конфіскував майно монастирів. Після тривалого протистояння єпископів Лінкольнських та Генріха VIII, у 1547 році місто було передане у власність корони. Ньюарк отримав самоуправління та почав керуватися альдерманом та дванадцятьма його помічниками. У 1549 році Єлизавета I підтвердила та розширила права міста.
Король Карл I, у зв'язку із розквітом міста, як центру торгівлі, позбавив місто самоуправління. За винятком часів короля Якова II, так протривало аж до прийняття Акту реформування муніципалітетів (англ. Municipal Reform Act) 1835 року.
У часи Громадянської війни Ньюарк був оплотом роялістів. Під час війни місто двічі було в облозі парламентаристів, та двічі облогу відбивали. Під час третьої облоги, за наказом короля Карла I у травні 1646 року місто капітулювало. Після здачі в Ньюарку було зруйновано більшість захисних споруд, зокрема й замок, лише незначна його частина вціліла. 
Близько 1770-го року було прокладено Великий Північний Шлях (англ. Great North Road, нині називається шосе A1). Згідно із рішенням парламенту в 1773 році було дозволено зведення міської ратуші поруч з Ринковою площею. Будівництво за проектом Джона Карра з Йорку (англ. John Carr of York) було завершено у 1776 році. У 1775 році поруч із замком було перекинуто новий міст над Трентом з кам'яним облицюванням.

## Відомі люди
- Іоанн I Безземельний (* 1166 — † 1216) — король Англії від 1199 і до смерті. Вмер в замку Ньюарка. [4]

- Джон Блоу (англ. John Blow[en]) (*1649 — †1708) — композитор барокової музики, органіст. Ймовірно уродженець Ньюарка. [5]

- Т. В. Робертсон[en] (*1829 — †1871) — драматург. Уродженець Ньюарка. [6]

- Вільям Ніколсон (*1872 — †1949) — художник, гравер та дитячий письменник. Уродженець Ньюарка. [7]

- Годфрі Гаунсфілд (*1919 — †2004) —  Лауреат Нобелівської премії з фізіології та медицини від 1984, інженер-електрик. Уродженець села Саттон-он-Трент під Ньюарком, у дитинстві проживав у Ньюарку.

- Руперт Шелдрейк (англ. Rupert Sheldrake) (*1942) — біохімік, психолог. Уродженець Ньюарка. [8]

- Мері Кінг (*1961) — вершниця, олімпійська медалістка з триборства 2004 та 2008 років. Уродженка Ньюарка. [9]
- Ейден Аслін (7 січня 1994) — британо-український[10] нині український морський піхотинець[11], який раніше воював у складі курдських Загонів народної оборони (YPG) у Рожаві, на півночі Сирії[12]. У 2018 році їздив Україною та вступив до Збройних Сил України[13]. У квітні 2022 року він був захоплений російськими військами в оточеному місті Маріуполь під час російського вторгнення в Україну.